# Altar de la Patria

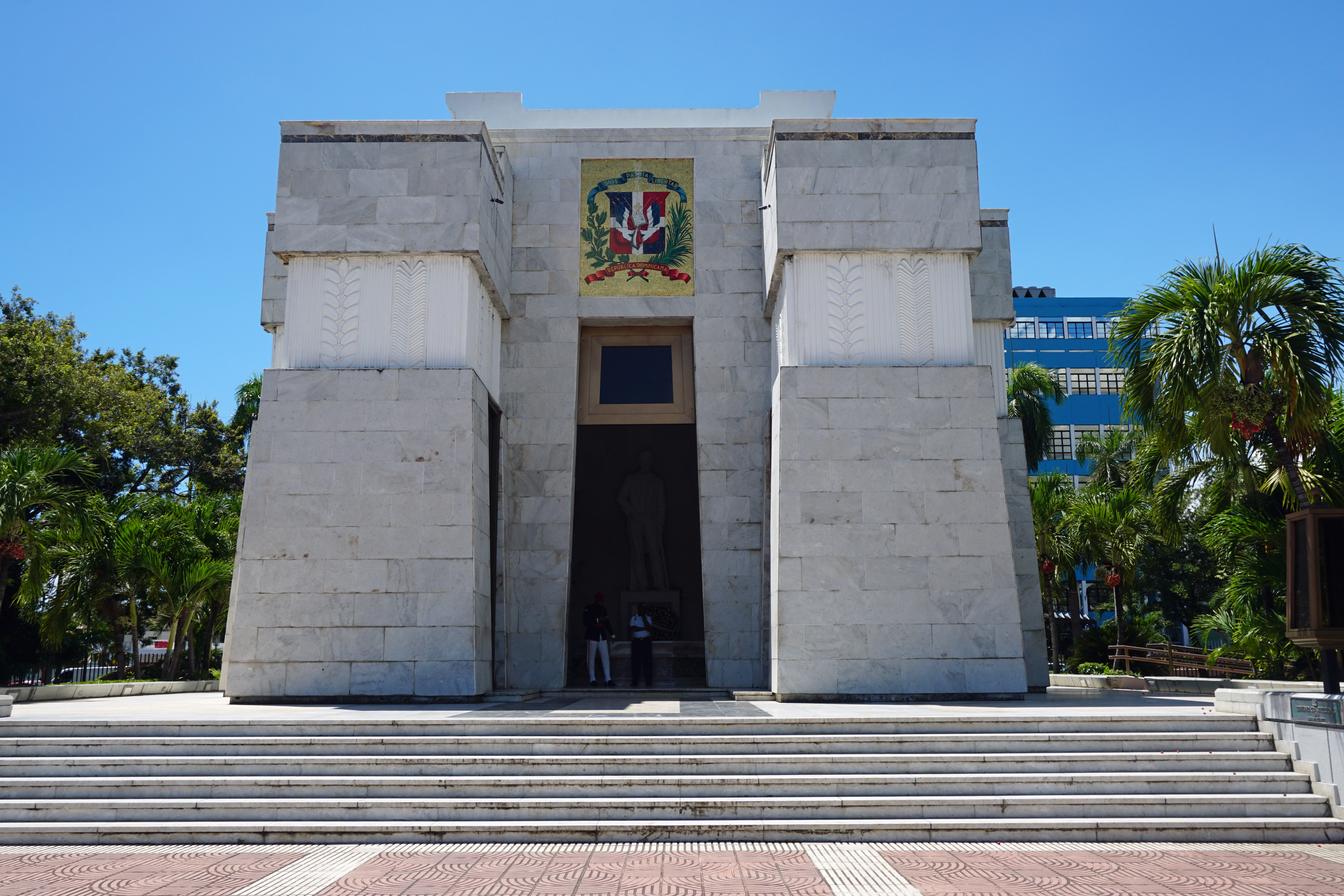
Altar de la Patria

Het Altar de la Patria (altaar van het vaderland) is een wit marmeren mausoleum in Santo Domingo in de Dominicaanse Republiek, waar de overblijfselen van de grondleggers van de republiek zijn ondergebracht: Juan Pablo Duarte, Francisco del Rosario Sánchez en Ramón Matías Mella, gezamenlijk bekend als Los Trinitarios, De Drie-eenheid.
Binnen het mausoleum staan de meer dan levensgrote beeltenissen van de Vaders des Vaderlands, gebeeldhouwd door de Italiaan Nicholas Arrighini, met in het midden een "eeuwige vlam", die nooit wordt gedoofd, ter nagedachtenis aan de patriotten. Het altaar is binnen het gebied van de Baluatre del Conde Bastion van de Graaf en is de belangrijkste plaats van El Parque Nacional, Het Nationale Park. 

## Geschiedenis
In 1912 werd het park Puerta del Conde ontworpen door architect Antonin Nechodoma tot zijn huidige toestand. De straat die door het park liep kwam hierdoor te vervallen. Dit herontwerp vergemakkelijkte later de bouw van het Altar de la Patria in 1976. Het altaar dat is gelegen in het centrum van El Parque Independencia, dat achter de poort is gesitueerd, is een ontwerp van architect Cristian Martínez Villanueva.

## Rustplaatsen van Los Trinitarios

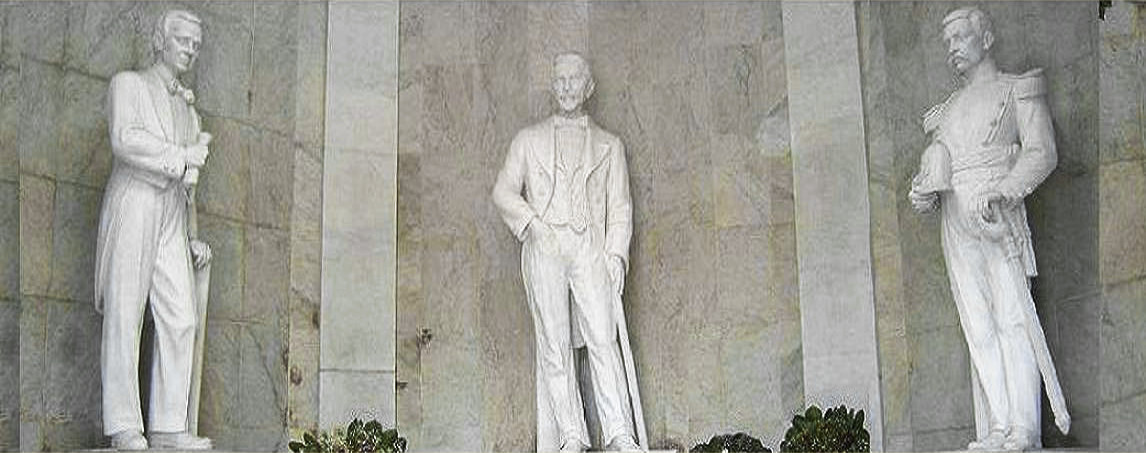
V.l.n.r. Francisco del Rosaio Sanchez, Juan Pablo Duarte en Ramon Matias Mella

De eerste gezamenlijke rustplaats van de Vaders des Vaderlands was in de Capilla de los Inmortales, Kapel van de Onsterfelijken, in La Catedral van Santo Domingo, gelegen aan het Plaza Colón, het Columbusplein. Vanaf 27 maart 1943 werden de overblijfselen bewaard in La Puerta del Conde. 33 jaar later kregen ze hun laatste rustplaats in het toen nieuw gebouwde Altar de la Patria.